# Liste der Fließgewässer im Flusssystem Streu

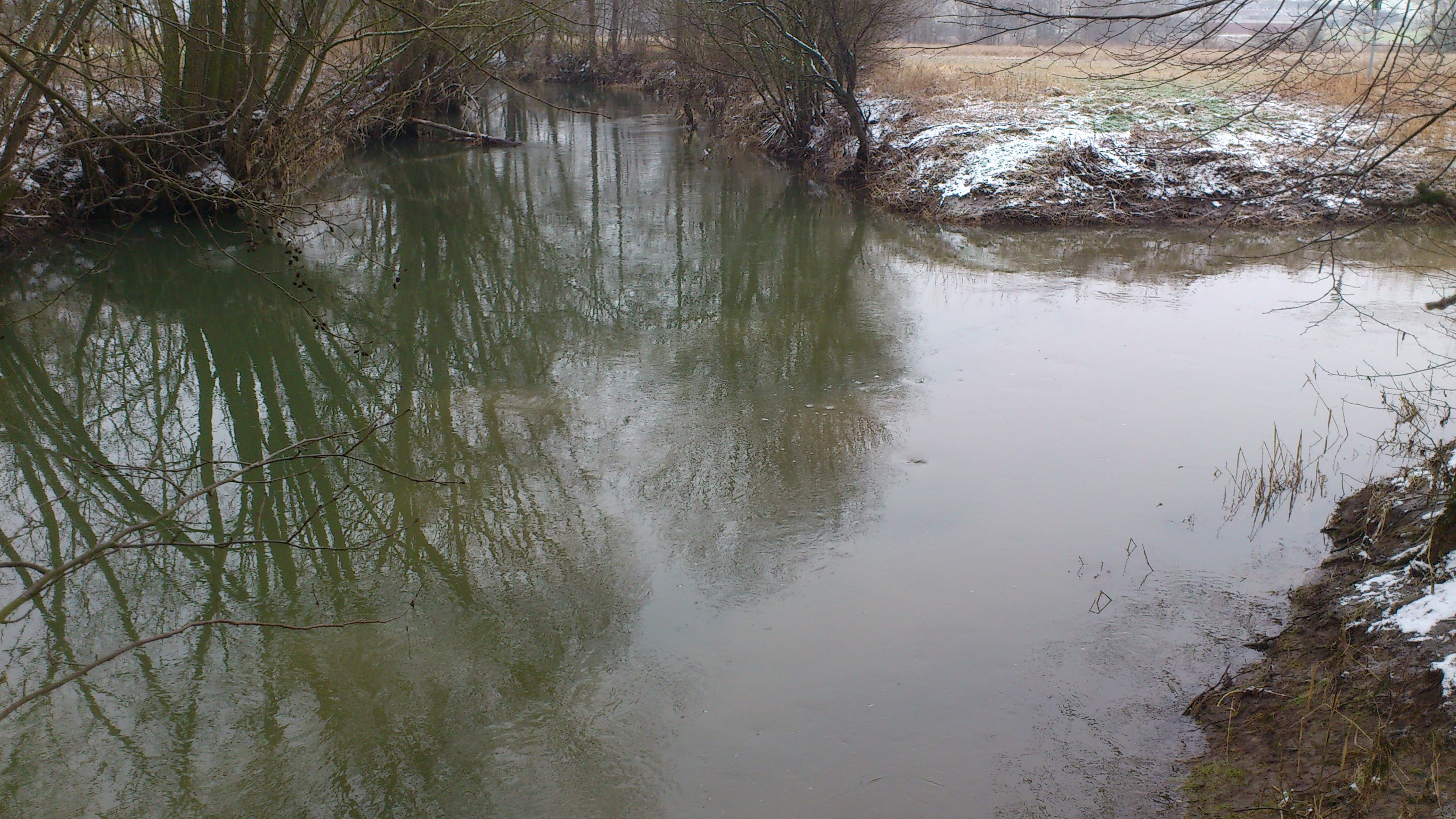
Die Streu (hinten) mündet in die Fränkische Saale (von rechts nach vorne)

Die Liste der Fließgewässer im Flusssystem Streu umfasst alle direkten und indirekten Zuflüsse der Streu, soweit sie namentlich auf der Topographischen Karte 1:10000 Bayern Nord (DK 10), im Kartenwerk des Stadtplandienstes der Euro-Cities AG oder im Kartenservicesystem des Bayerischen Landesamts für Umwelt (LfU) aufgeführt werden. Namenlose Zuläufe und Abzweigungen werden nicht berücksichtigt. Wenn sich der Gewässername nach dem Zusammenfluss zweier Gewässerabschnitte ändert, werden die beiden Zuflüsse als Quellzuflüsse separat angeführt, ansonsten erscheint der Teilbereichsname in Klammern. Die Längenangaben werden auf eine Nachkommastelle gerundet. Die Fließgewässer werden jeweils flussabwärts aufgeführt. Die orografische Richtungsangabe bezieht sich auf das direkt übergeordnete Gewässer.

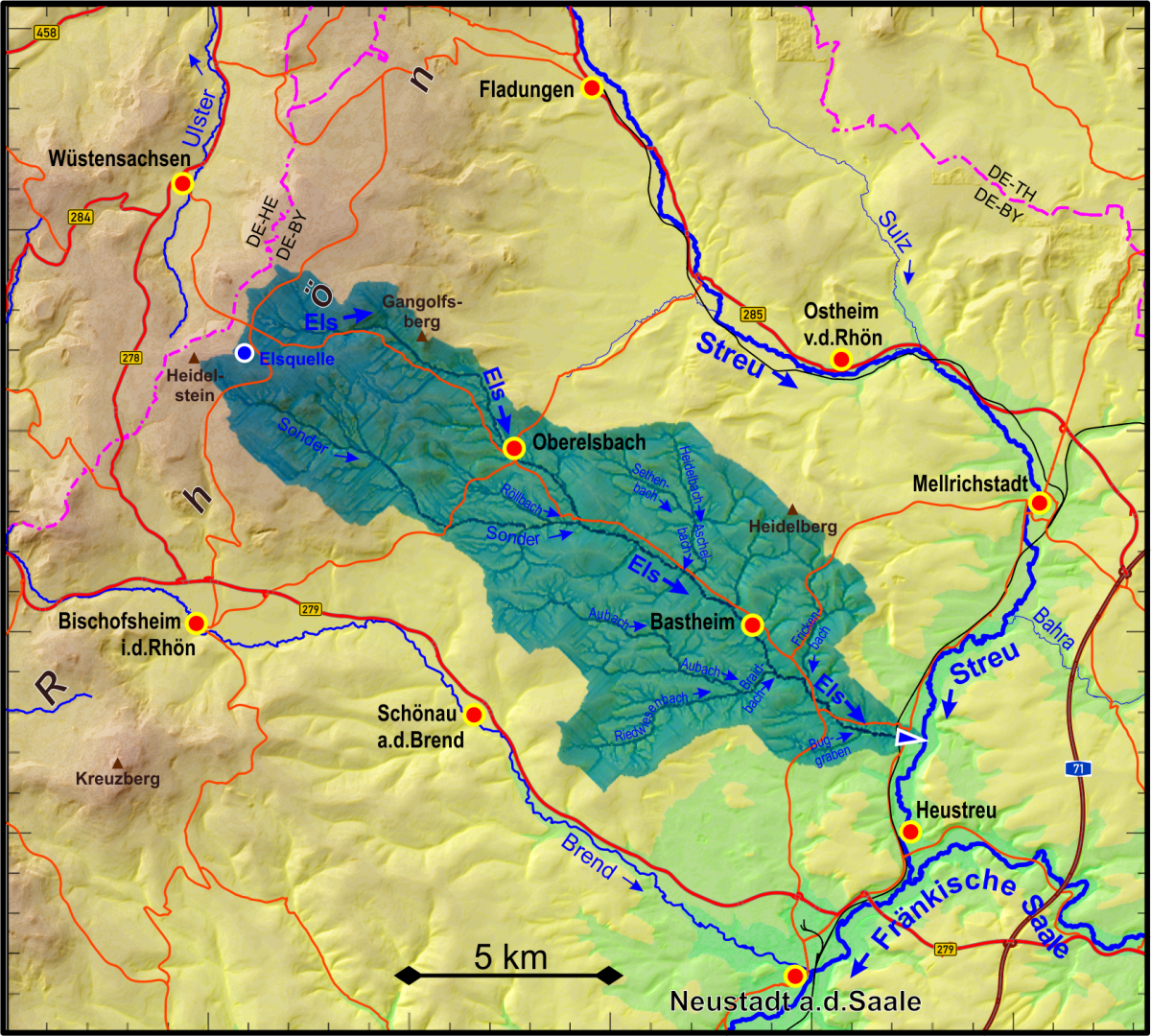
Einzugsgebiet der Els

## Streu
Die Streu ist ein 41,9 km langer rechter Zufluss der Fränkischen Saale.

## Zuflüsse
Direkte und indirekte Zuflüsse der Streu
- Dorfbach (rechts)
- Leubach (rechts), 7,9 km
  - Dörrbachgraben (rechts)
  - Eichesgraben (rechts)
  - Erlesgraben (rechts)
- Klingsgraben (links)
- Reuthgraben (rechts)
- Eisgraben (rechts), 10,2 km
  - Mönchenbrünnleinsgraben (rechts)
- Märzengraben (links)
- Bahra (rechts), 4,6 km
  - Zeeichenbolzenbach (Oberelsbachergraben[1]) (links)
  - Riethbach (links)
  - Stettbach (Reupersgraben[1][2]) (links), 8,4 km
  - Süsselbach (rechts)
- Sulz (links), (mit Schlürpf) 11,8 km
  - Schlürpf[3] (linker Quellbach)
  - Oberer Grund (rechter Quellbach[4][5][6])
  - Linz (rechts)
  - Elmbach (Schmerbach[1]) (links)
  - Lappichgraben (links)
  - Linz (links)
- Gerlachsgraben[7] (rechts)
- Mahlbach (links), (mit Grüne) 12,6 km 
  - Fallbach (Harlesbach[1]) (rechter Quellbach[8]) 6,3 km
  - Grüne (linker Quellbach[9])
  - Ellenbach (rechts)
  - Klippegraben (Roßriether Bach, Roßriether Grund) (links)
- Wiesentalgraben[10] (rechts)
- Blutgraben[11] (links)
- Bahra (links), 12,9 km
  - Erbach (rechts)
    - Weidenbach (rechts)

  - Kehlgraben (rechts)
    - Lämmersgraben (links)

  - Hopperzgraben[12] (links)
  - Lochgraben (links)
  - Korbentalgraben (links)
- Eidersgraben (links)
- Stebachgraben (rechts)
  - Bauersgraben (links)
- Eckartsgraben (links)
- Lohngraben (links)
  - Hembergsgraben (links)
- Els (rechts), 21,6 km
  - Sonder (rechts), 9,5 km
    - Röllbach (links)

  - Aschelbach (links)
    - Sethenbach (rechter Quellbach)
    - Heidelbach (linker Quellbach)
    - Sandgraben (links)

  - Braidbach (rechts)
    - Riedwiesenbach (rechter Quellbach[13])
    - Aubach (Michelaugraben[1][14]) (linker Quellbach[15])

  - Frickenbach (links)
  - Buggraben (rechts)
- Wollbach (rechts)

## Flusssystem Fränkische Saale
- Fließgewässer im Flusssystem Fränkische Saale